# Mayos (Angossas)
Pour les articles homonymes, voir Mayos.
Mayos est un village du Cameroun situé dans le département du Haut-Nyong et la région de l'Est.
Il fait partie de la commune d’Angossas.

## Population
Lors du recensement de 2005, Mayos comptait 446 habitants.

## Développement
Selon le Plan Communal de Développement d’Angossas (2012), pour faire face à la faible production agricole et aux difficultés d'écoulement des produits agricoles, la réhabilitation des postes agricoles de Mayos et l'organisation de trois marchés périodiques hebdomadaires dans la localité ont été planifiés.
Afin que les habitants puissent accéder aux soins de qualité, ils ont aussi envisagé de créer une mutuelle de santé par secteur Mayos-Esseng.
L'affectation de deux enseignants qualifiés aurait été mis en place pour offrir un enseignement de qualité[évasif].
La construction d'un puits / forages d’eau a été également envisagé dans le but de faciliter l'accès à l'eau potable.